# درباره یک دختر
«دربارهٔ یک دختر» (به انگلیسی: About a Girl) نام یکی از تک‌آهنگ‌های گروه گرانج نیروانا است. این سومین ترانه از اولین آلبوم گروه با نام بلیچ است که در سال ۱۹۸۹ روانهٔ بازار شد. «دربارهٔ یک دختر» آهنگ افتتاحیهٔ اجرای آنپلاگد نیروانا در سال ۱۹۹۳ هم بود.
مایکل آزراد در کتاب «همان‌طور که هستی بیا:روایت نیروانا» ادعا کرده که کوبین این آهنگ را پس از آن‌که یک بعدازظهر را به گوش کردن مکرر آلبوم برگزیده آثار بیتل‌ها با نام ملاقات با بیتلز! گذراند، نوشته‌است. کریس مالنفی در کتاب «کرت کوبین: صدای یک نسل» آورده‌است که کوبین «دربارهٔ یک دختر» را برای اولین دوست دخترش تریسی مرندر، که در یک دوره در آپارتمانی در المپیای واشنگتن با هم زندگی می‌کردند نوشته‌است.

## جدول‌های موسیقی
| جدول (۱۹۹۴–۱۹۹۵)                                         | بهترین جایگاه |
| -------------------------------------------------------- | ------------- |
| استرالیا (ای‌آرآی‌ای)                                      | ۴             |
| آلترناتیو استرالیا (ای‌آرآی‌ای)                            | ۱             |
| بلژیک (اولتراتاپ ۵۰ فلاندرز)                             | ۱۳            |
| تک‌آهنگ‌های برتر کانادا (آرپی‌ام)                           | ۱۰            |
| دانمارک (هیت‌لیسن)                                        | ۳۰            |
| ۱۰۰ تک‌آهنگ داغ اروپا (میوزیک اند مدیا)                   | ۶۴            |
| ۴۰ آهنگ برتر رادیو برترین‌های اروپا (میوزیک اند مدیا)     | ۲۲            |
| فنلاند (جدول‌های رسمی فنلاند)                             | ۸             |
| فرانسه (اس‌ان‌ئی‌پی)                                        | ۲۳            |
| ایسلند (۴۰ آهنگ برتر ایسلند)                             | ۱             |
| Italy (اف‌آی‌ام‌آی)                                         | ۲۰            |
| هلند (۴۰ آهنگ برتر)                                      | ۲۶            |
| هلند (۱۰۰ تک‌آهنگ برتر)                                   | ۲۲            |
| سوئد (فهرست برترین‌های سوئد)                              | ۲۰            |
| تک‌آهنگ‌های بریتانیا (شرکت جدول‌های رسمی) سی‌دی وارداتی      | ۱۸۵           |
| ۴۰ آهنگ برتر جریان اصلی ایالات متحده (بیلبورد)           | ۲۹            |
| ترانه‌های رادیویی ایالات متحده (بیلبورد)                  | ۲۲            |
| ایرپلی آلترناتیو ایالات متحده (بیلبورد)                  | ۱             |
| راک جریان اصلی ایالات متحده (بیلبورد)                    | ۳             |
| ۴۰ آهنگ برتر سی‌اچ‌آر ایالات متحده (رادیو اند رکوردز)      | ۳۴            |
| ۴۰ ترانه پاپ برتر سی‌اچ‌آر ایالات متحده (رادیو اند رکوردز) | ۲۸            |
| ۶۰ قطعه راک برتر ایالات متحده (رادیو اند رکوردز)         | ۲             |
| ۵۰ آهنگ آلترناتیو برتر ایالات متحده (رادیو اند رکوردز)   | ۲             |

| جدول (۱۹۹۹)                  | بهترین جایگاه |
| ---------------------------- | ------------- |
| راک و متال بریتانیا (اوسی‌سی) | ۳۳            |

| جدول (۱۹۹۴)                                        | جایگاه |
| -------------------------------------------------- | ------ |
| تک‌آهنگ‌های برتر کانادا (آرپی‌ام)                     | ۹۳     |
| قطعه‌های راک برتر ایالات متحده (رادیو اند رکوردز)   | ۸۰     |
| ترانه‌های آلترناتیو ایالات متحده (رادیو اند رکوردز) | ۴۷     |

| جدول (۱۹۹۵)                    | جایگاه |
| ------------------------------ | ------ |
| تک‌آهنگ‌های برتر کانادا (آرپی‌ام) | ۸۸     |
| فرانسه (اس‌ان‌ئی‌پی)              | ۸۳     |
| ایسلند (۴۰ آهنگ برتر ایسلند)   | ۲۳     |

## گواهینامه‌ها
| منطقه                                   | گواهی | واحد گواهی‌شده/فروش |
| --------------------------------------- | ----- | ------------------ |
| بریتانیا (بی‌پی‌آی)                       | نقره  | ۲۰۰٬۰۰۰            |
| رقم فروش+پخش جاری تنها بر پایهٔ گواهی‌ها. |       |                    |